# Patrick Tambay
Patrick Daniel Tambay (25. června 1949 Paříž – 4. prosince 2022) byl francouzský automobilový závodník.
Původně se věnoval lyžování a v roce 1968 se stal juniorským mistrem Francie ve sjezdu, na motosport se zaměřil v roce 1972. V celkové klasifikaci evropského šampionátu Formule 2 obsadil 2. místo v roce 1975 a 3. místo o rok později. V letech 1977 a 1980 vyhrál zámořskou sérii Can-Am. V roce 1977 debutoval v mistrovství světa Formule 1. Absolvoval 114 závodů a získal 103 bodů, vyhrál Grand Prix Německa 1982 a Grand Prix San Marina 1983, jeho nejlepším umístěním v mistrovství světa jezdců bylo 4. místo v roce 1983, kdy byl členem týmu Scuderia Ferrari. Formuli 1 opustil v roce 1986.
Na Rallye Dakar 1988 a Rallye Dakar 1989 obsadil třetí místo v kategorii automobilů. Také se čtyřikrát zúčastnil závodu 24 hodin Le Mans, v roce 1989 obsadil s Janem Lammersem a Andrewem Gilbertem-Scottem čtvrté místo. Po ukončení závodní činnosti působil jako televizní komentátor, také byl místostarostou města Le Cannet a radním departementu Alpes-Maritimes za stranu Les Républicains. V letech 2006 a 2007 se zúčastnil závodů Grand Prix Masters, určených pro bývalé piloty F1. Jeho syn Adrien Tambay je také automobilovým závodníkem.